# غونار ساند
غونار ساند (بالنرويجية البوكمول: Gunnar Sand)‏ هو محرر وسياسي نرويجي، ولد في 9 أغسطس 1909 في تروندهايم في النرويج، وتوفي في 28 ديسمبر 1983. نشط حزبياً في حزب العمال.